# (3196) Maklaj
(3196) Maklaj est un astéroïde de la ceinture principale.

## Description
(3196) Maklaj est un astéroïde de la ceinture principale. Il fut découvert le 1er septembre 1978 à Naoutchnyï par Nikolaï Tchernykh. Il présente une orbite caractérisée par un demi-grand axe de 3,03 UA, une excentricité de 0,03 et une inclinaison de 9,0° par rapport à l'écliptique.

## Compléments